# Гогиети
Гогиети (груз. გოგიეთი) — село в Грузии, на территории Озургетского муниципалитета края (мхаре) Гурия.

## География
Село находится в западной части Грузии, на правом берегу реки Агидаква, на расстоянии приблизительно 5 километров (по прямой) к юго-востоку от города Озургети, административного центра муниципалитета. Абсолютная высота — 298 метров над уровнем моря.

## Население
По результатам официальной переписи населения 2014 года, в Гогиети проживал 151 человек (81 мужчина и 70 женщин). В национальной структуре населения грузины составляли 100 %.
| Год  | Население, человек |
| ---- | ------------------ |
| 2002 | 130                |
| 2014 | ↗ 151              |